# Krumbach (Lichtenau)
Krumbach ist ein Ortsteil der sächsischen Gemeinde Lichtenau im Landkreis Mittelsachsen. Die Gemeinde Krumbach mit ihrem Ortsteil Biensdorf wurde am 1. Januar 1994 nach Ottendorf eingemeindet. Diese Gemeinde wurde wiederum am 1. Januar 1999 mit den Gemeinden Auerswalde und Lichtenau zu einer neuen Gemeinde zusammengelegt, welche zuerst Auerswalde hieß und am 11. September 2000 in Lichtenau umbenannt wurde.

## Geographie

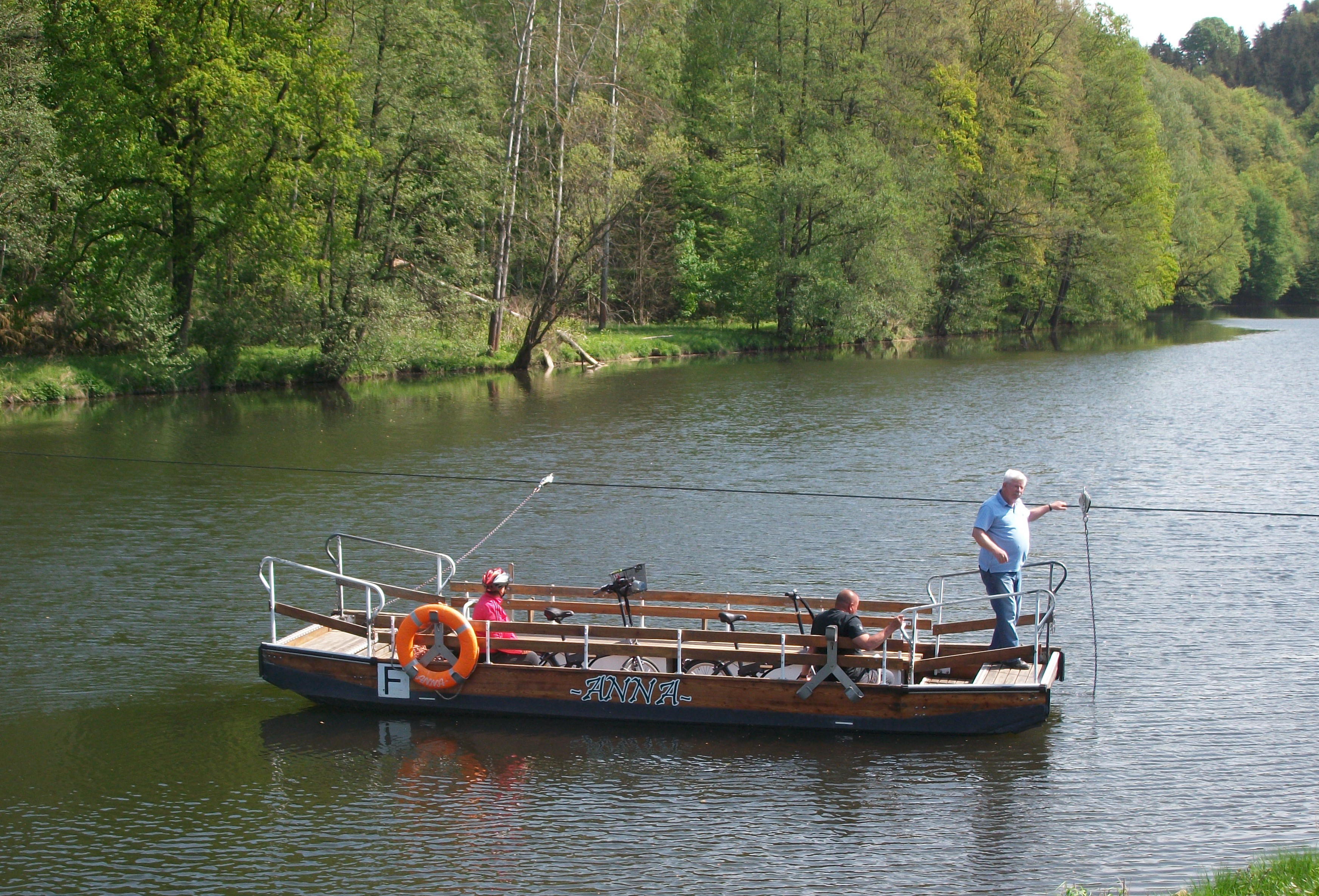
Krumbach, Historische Querseilfähre „Anna“ über die Zschopau

### Geographische Lage und Verkehr
Krumbach liegt im Nordosten der Gemeinde Lichtenau zwischen der S 200 (Chemnitz–Mittweida) im Westen und dem Tal der Zschopau im Osten. Der Ort liegt am Südrand des Mulde-Lösshügellands (Sächsisches Granulitgebirge) und hat bezüglich der Lage die Form eines „S“. Östlich des Orts befindet sich im Tal der Zschopau eine Häusergruppe mit der Gaststätte „Wasserschänke“. Von dort kann man über eine historische Drahtseilfähre namens „Anna“ auf das Ostufer der Zschopau übersetzen. Vom Ostufer der Zschopau führen Wanderwege über die Berghöhe Treppenhauer u. a. zum Schloss Sachsenburg und zur Erzbahn und zum „Alte Hoffnung Erbstolln“ in Schönborn-Dreiwerden. Westlich von Krumbach befindet sich die Siedlung Neukrumbach.

### Nachbarorte
| Altmittweida | Zschöppichen                                | Schönborn-Dreiwerden, Sachsenburg |
| Ottendorf    | Kompassrose, die auf Nachbargemeinden zeigt | Biensdorf                         |
|              | Niederlichtenau                             | Merzdorf                          |

## Geschichte

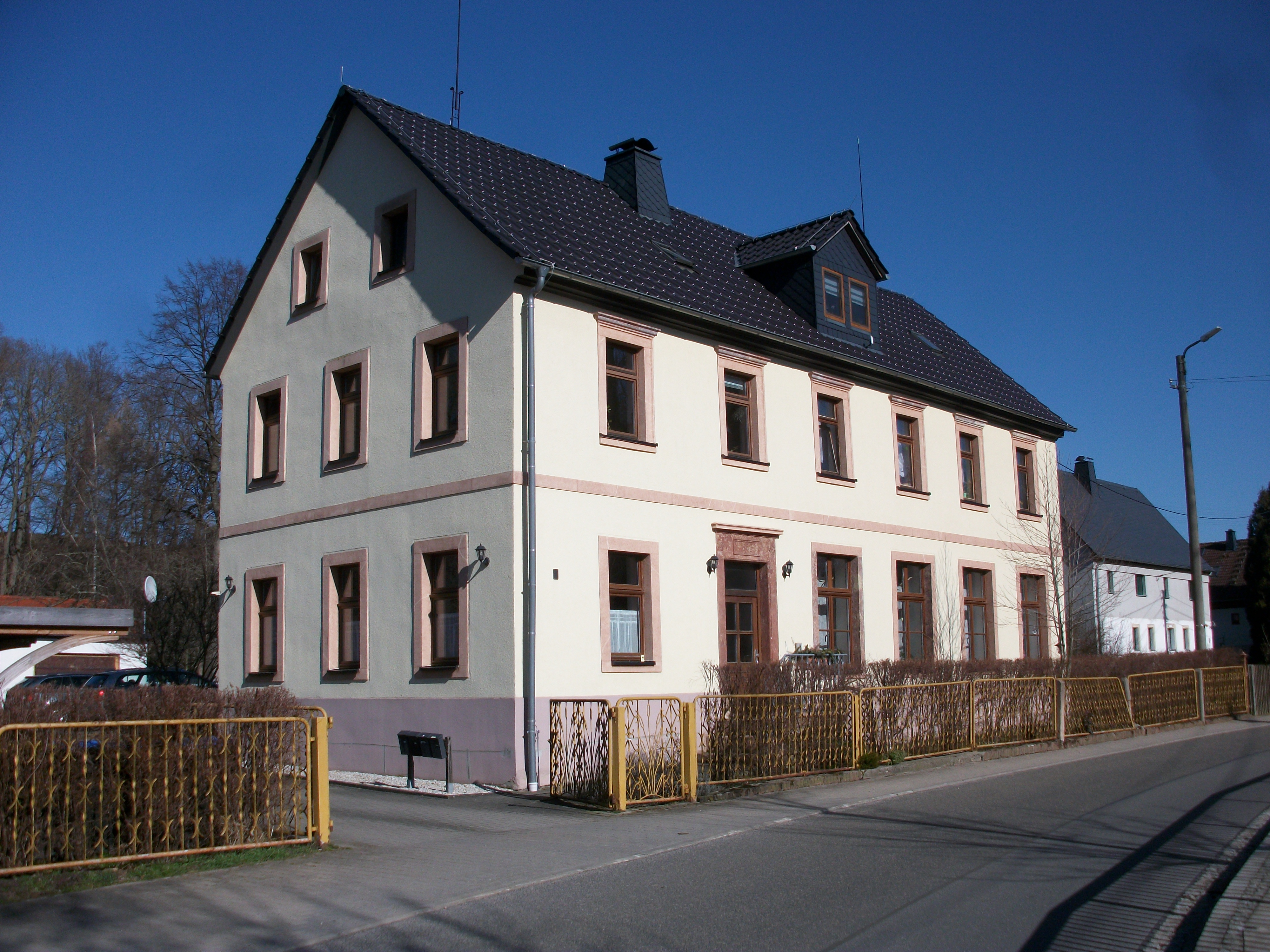
Ehemalige Schule Krumbach (Lichtenau)

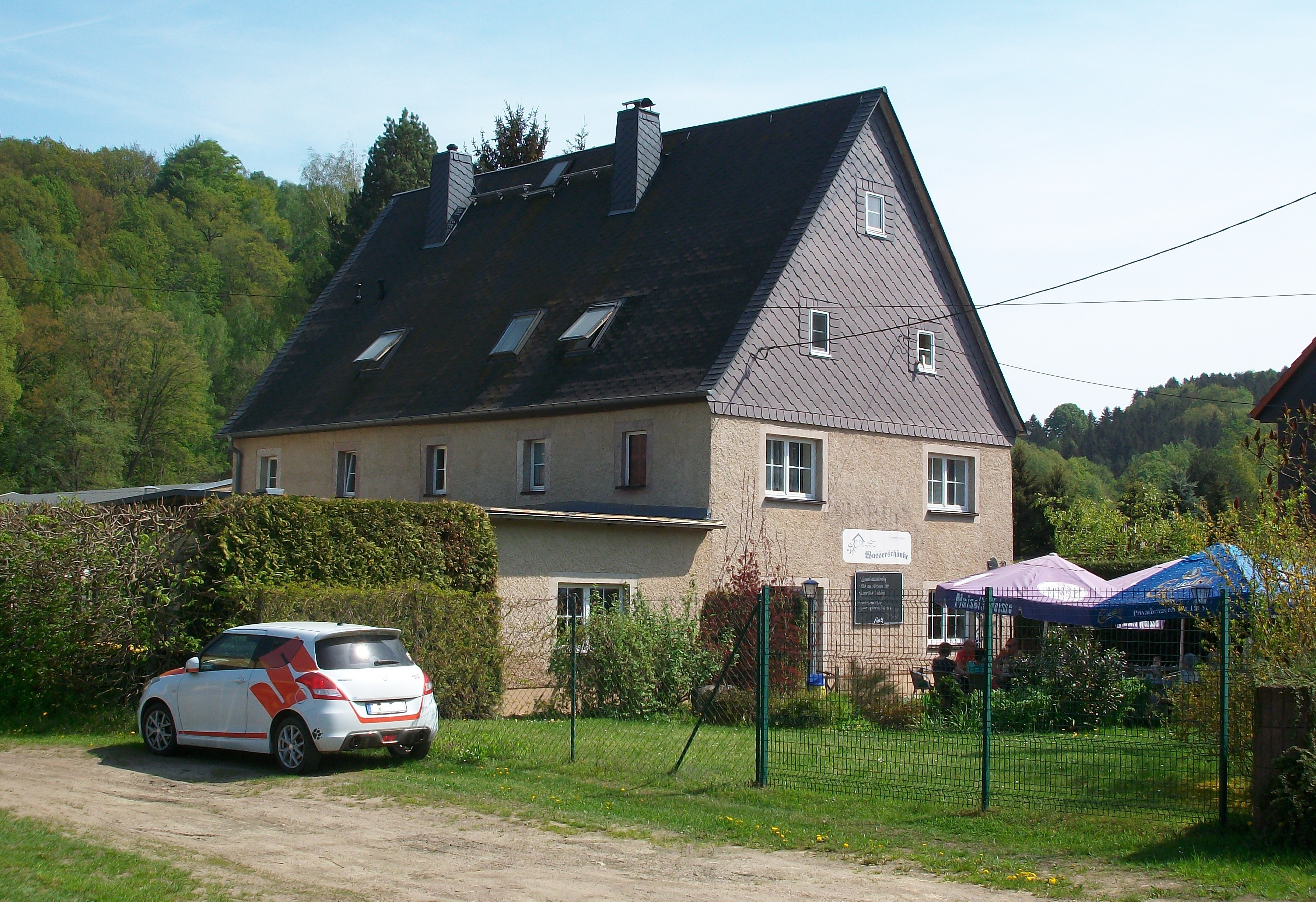
Krumbach, Restaurant Wasserschänke

Das Waldhufendorf Krumbach wurde im Jahr 1350 als „Crumbach“ erwähnt. Bezüglich der Verwaltung unterstand der Ort um 1378 der Burg Rochlitz, um 1445 der Herrschaft Lichtenwalde und 1548 dem Amt Rochlitz. Ab 1551 bis ins 19. Jahrhundert lag die Grundherrschaft über Krumbach beim Rittergut Neusorge. Die Herrschaft Neusorge, die im Jahr 1610 an den Kurfürsten Christian II. von Sachsen veräußert wurde, gehörte seitdem mit den zugehörigen Orten zum kursächsischen bzw. königlich-sächsischen Amt Augustusburg. Im Jahr 1832 wurden die meisten der bisher unter der Verwaltung des Ritterguts Neusorge stehenden Orte, mit ihnen Krumbach, dem Amt Frankenberg-Sachsenburg zugeordnet. Ab 1856 gehörte Krumbach zum Gerichtsamt Mittweida und ab 1875 zur Amtshauptmannschaft Rochlitz. Bereits vor 1875 wurde Biensdorf der Gemeinde Krumbach zugeordnet.
Im Tal der Zschopau wurde 1826 in der Nähe der Straußschen Spinnerei die heutige Gaststätte „Wasserschänke“ erbaut. Durch die Einrichtung einer Fährverbindung auf das rechte Ufer der Zschopau setzte in dieser Zeit der Tourismus im Zschopautal bei Krumbach ein. Im Jahr 1852 erhielt Krumbach eine eigene Schule. Aus der Spinnerei im Tal der Zschopau entstand durch Verkauf im Jahr 1869 die Pappenfabrik „Fa. J. G. Schlenzig“. Die Freiwillige Feuerwehr von Krumbach mit Biensdorf wurde im Jahr 1890 gegründet. Zwischen dem 15. und 26. April 1945 war Krumbach kurzzeitig von amerikanischen Truppen besetzt, bis am 7./8. Mai 1945 sowjetische Truppen die Verwaltung übernahmen.
Durch die zweite Kreisreform in der DDR kam die Gemeinde Krumbach im Jahr 1952 zum Kreis Hainichen im Bezirk Chemnitz (1953 in Bezirk Karl-Marx-Stadt umbenannt), der im Jahr 1990 als sächsischer Landkreis Hainichen fortgeführt wurde. Nach dessen Auflösung gehörte der Ort seit 1994 zum Landkreis Mittweida, der 2008 im Landkreis Mittelsachsen aufging.
Die Gemeinde Krumbach mit ihrem Ortsteil Biensdorf wurde am 1. Dezember 1994 nach Ottendorf eingemeindet. Im Zuge der Gemeindegebietsreform in Sachsen wurden 1999 die Gemeinden Auerswalde, Lichtenau und Ottendorf zu einer neuen Gemeinde vereinigt, deren Name erst am 28. Mai 2000 durch einen Bürgerentscheid als „Lichtenau“ festgelegt wurde, hierfür entschieden sich 51 % der Abstimmungsberechtigten. Seitdem ist Krumbach ein Ortsteil der Gemeinde Lichtenau. Im Jahr 2002 war Krumbach aufgrund seiner Lage in der Nähe der Zschopau vom schweren Jahrhunderthochwasser betroffen.

### Bergbaugeschichte von Krumbach
Bergbau ist in Krumbach für das 18. Jahrhundert und besonders für die Mitte des 19. Jahrhunderts belegt. Im Tal der Zschopau zwischen der „Wasserschänke“ im Süden und Neukrumbach im Norden befinden sich mehrere große Gangstrukturen im Schiefermantel des sächsischen Granulitgebirges. Der sich dort befindliche „Bald Glück Spat“ westlich der Zschopau, der durch den „Tiefen Bald Glück Stolln“ angefahren wurde, ist die Fortsetzung des „Joseph- und Marienzuges“ auf Sachsenburger Flur östlich der Zschopau. Der „Bald Glück Spat“ wurde zwischen 1790 und 1827 in der Grube der Grube „Hülfe des Herrn samt Bald Glück Erbstolln“ in Neukrumbach unweit der Clausmühle aufgefahren. Nachdem verschiedene Berggebäude des hiesigen Reviers zur Commungewerkschaft „Alte Hoffnung Erbstolln“ zu Schönborn/Dreiwerden zusammengeschlossen wurden, geriet der „Bald Glück Spat“ in Vergessenheit. In den 1840er Jahren existierten erste Pläne zur Wiederaufnahme des Bergbaus in Krumbach. Im November 1852 begann die Auffahrung des „Tiefen Bald Glück Stolln“, dessen Mundloch sich am Ende der Fabrikstraße im Tal der Zschopau befindet. Aufgrund Geldmangels und verschiedener andere Probleme, wie der Wasserhaltung und dem Auftreffen auf eine erzlose Gesteinsschicht kam der Bergbau am „Tiefen Bald Glück Stolln“ nach 1857 nur noch langsam voran. Bis 1861 erreichte die Auffahrung eine Gesamtlänge von 131 Lachter vom Mundloch aus. Im 2. Quartal des Jahres 1861 begann die Aufwältigung des „Bald Glück Erbstolln“ in Neukrumbach, wofür musste eine 7 Lachter lange neue Abzugsrösche zum Dorfbach errichtet wurde. Nach 83 Lachtern vom Mundloch wurde der vormalige Kunstschacht erreicht. Aufgrund des Auffindens von Erzen in guter Beschaffenheit wurde für die Jahre 1863 bis 1867 ungeachtet der wirtschaftlichen Lage der Gewerkschaft ein sehr anspruchsvoller Betriebsplan erstellt. Da dieser vom zuständigen Oberbergamt als unhaltbar abgewiesen wurde, schlief der Grubenbetrieb daraufhin völlig ein. Nach zahlreichen erfolglosen Anläufen und Versuchen wurde am 20. März 1872 die Auflösung der Gewerkschaft und die Lossagung des Grubenfeldes beschlossen.